# Ragnar Hedberg
Olof Ragnar Hedberg, född 29 november 1878 i Gävle, död 8 november 1951 i Slottsstadens församling, Malmö, var en svensk köpman och generalkonsul. Han var son till skeppsredaren Olof Sigurd Hedberg och hans hustru Louise Hedberg, född Sjöberg. Gift 1909 med Elsa Lönqvist. Ragnar Hedberg var kusin till författaren Olle Hedberg. 
Efter affärspraktik i Hamburg, London och Paris 1895–1899 blev Hedberg medarbetare i faderns affär stenkolsimportfirman A. Scholander & Co i Malmö. Han blev prokurist där 1900, delägare 1902 och var efter firmans ombildning till aktiebolag 1904 verkställande direktör i bolaget och från 1914 styrelseordförande. Han var även verkställande direktör i Ragnar Hedbergs Import AB i Trelleborg från 1909. 
Hedberg var ledamot av styrelsen för Bank AB Södra Sverige från 1911 och ordförande i styrelsen för Försäkrings AB Svenska Veritas kontor i Malmö från 1918. Senare var han var vice ordförande i Klagstorps Hamn AB, styrelseledamot i AB Tretorn, Ryska Gummifabriks AB, i Sveriges stenkolsimportörers förening och ordförande i The Scandinavian Coal Import Federations svenska avdelning. Han blev turkisk konsul 1911 och generalkonsul 1931. Han var innehavare av turkiska Röda halvmånens silvermedalj med eklöv. Makarna Hedberg är begravda på Sankt Pauli mellersta kyrkogård i Malmö.